# Jutta Beder
Jutta Beder (* 16. Juni 1948 in Langenberg/Rhld) ist eine deutsche Kunsthistorikerin und emeritierte Professorin für die Kunst- und Kulturgeschichte der Textilien und der Kleidung der Universität Paderborn.

## Ausbildung
Jutta Beder studierte von 1969 bis 1975 Kunstgeschichte, Archäologie, Italienisch und Ostasiatische Kunstgeschichte an der Friedrich-Wilhelms-Universität Bonn und der Universität zu Köln. 1975 promovierte sie bei den Professoren Bandmann und Trier in Bonn. Von 1976 bis 1978 leitete sie die Abteilung Kunstgewerbe im Kunsthaus am Museum in Köln, ehe sie von 1979 bis 1985 Lehraufträge im Seminar für Bildende Kunst und ihre Didaktik / Abteilung Textilgestaltung an der Erziehungswissenschaftlichen Fakultät der Universität zu Köln übernahm. Es folgte die Tätigkeit als Wissenschaftliche Mitarbeiterin, bis sie im Jahr 1991 den Ruf an die Universität Paderborn annahm. Von 1991 bis zu ihrer Emeritierung im Jahr 2013 vertrat sie den Lehrstuhl für die Kunst- und Kulturgeschichte der Textilien und der Kleidung am Institut Kunst / Musik / Textil.

## Forschungsschwerpunkte
Schwerpunkte in Forschung und Lehre von Jutta Beder liegen im Bereich der europäischen Kunst- und Kulturgeschichte der Textilien und der Kleidung. Thematische Forschungsprojekte zum Mode- und Textildesign des 19. und 20. Jahrhunderts sowie der bibliografischen und medialen Archivierung zur Grundlagenforschung von Mode, Textil und Design wurden in Büchern, Aufsätzen und über das Internet publiziert. 2008 bis 2009 war sie Vorsitzende des Netzwerks Mode Textil.

## Publikationen (Auswahl)
- Katrin Lindemann, Iris Kolhoff-Kahl (Hrsg.): Muster in Mode – Textil – Design. Festschrift für Prof. Dr. Jutta Beder. Beiträge zur Designgeschichte, Band 2. LIT Verlag, Münster 2013.
- Jutta Beder: Internationale Bibliographie zu Kleidung und Mode / Textilien (mit fachspezifischem Thesaurus). doi:10.17619/UNIPB/1-762 (uni-paderborn.de).
- Jutta Beder: Lexikon der Textildesigner (1950–2000). Paderborn 2003
- Jutta Beder: „Zwischen Blümchen und Picasso“. Textildesign der fünfziger Jahre in Westdeutschland. Beiträge zur Designgeschichte, Band 1, Münster 2002.
- Jutta Beder: Sport – Kleidung – Mode. Der Einfluß des Sports auf die Designentwicklung. In: STADION. Internationale Zeitschrift für Geschichte des Sports. Bd. XXIII, 1997, S. 156–184.
- Kunsthaus am Museum: Kataloge der Abteilung Kunstgewerbe. Bde. 68–76, Köln 1976–1978.
- Jutta Beder-Neuhaus: Studien zur öffentlichen und privaten Baukunst der 1. Hälfte des 19. Jahrhunderts in Stuttgart. Bonn (Diss.) 1976.